# Nialga

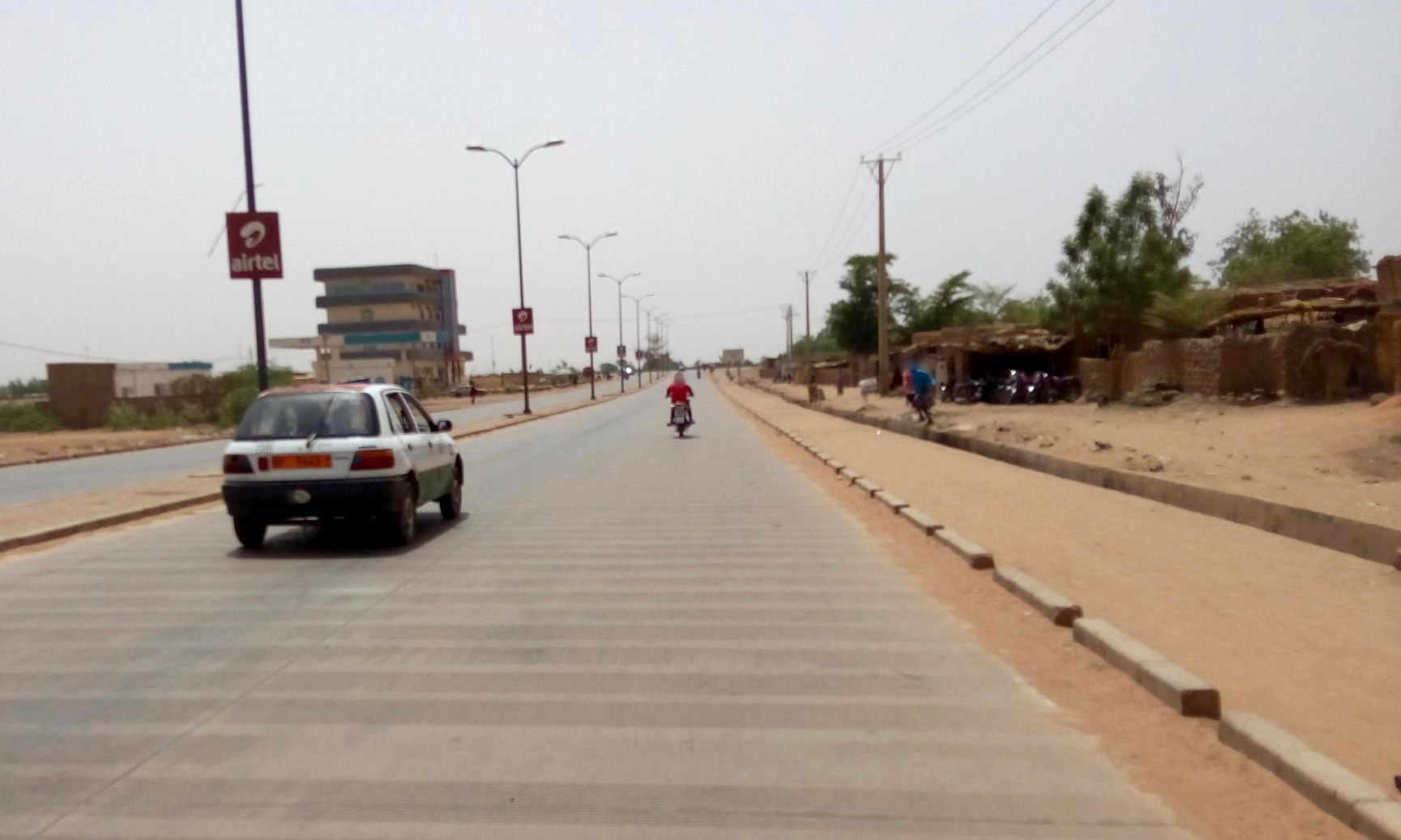
Boulevard du Developpement am nördlichen Rand von Nialga (2018)

Nialga (auch: Gnalga, Nyalga) ist ein Stadtteil von Niamey in Niger.
Nialga befindet sich im Nordosten des Stadtviertels Kirkissoye im Arrondissement Niamey V. Die Siedlung liegt in einem sumpfigen Altarm des Flusses Niger und ist in der Regenzeit von Überschwemmungen gefährdet. Bei Nialga beginnt die Auffahrt zum Pont de l’amitié Chine-Niger, einer Straßenbrücke über den Fluss. Die Wohnhäuser sind üblicherweise Lehmziegelbauten ohne jeden Komfort. Gekocht wird im Freien. Es gibt kein Fließwasser und entsprechend auch keine Duschen und Wasserklosetts. Nialga gilt als eine der bezüglich Raubüberfälle und Diebstähle gefährlichsten Gegenden von Niamey. Prostituierte und ihre Freier frequentieren hier illegale Schankwirtschaften.
Nialga entstand nach 1990 als informelle Siedlung ohne Einverständnis der Stadtverwaltung. Die Praxis der informellen Parzellierung bestand in manchen Gegenden Niameys von den 1960er Jahren bis zu Beginn der 1990er Jahre. Weitere Beispiele für derart entstandene Stadtteile sind Talladjé, Pays Bas, Zarmagandey und Koubia.